# Orbán Ottó
Orbán Ottó született Szauer Ottó (Budapest, 1936. május 20. – Szigliget, 2002. május 26.) Kossuth-díjas magyar költő, esszéíró, műfordító, egyetemi vendégoktató; a Magyar PEN Club alelnöke, a Digitális Irodalmi Akadémia alapító tagja.

## Élete
Kisgyermekként veszítette el édesapját a második világháború legvégén (1945-ben 9 éves volt). 1945 után félárvaként a Sztehlo Gábor vezette Gaudiopolis-Örömvárosban nevelkedett. Érettségi vizsgát 1954-ben tett, majd többszöri próbálkozást követően 1956-ban vették fel az ELTE Bölcsészettudományi Karának magyar–könyvtár szakára. Betegsége miatt csak 3 szemesztert végzett el, 1958-ban kórházba került, s később már nem folytatta tanulmányait, diplomát nem szerzett. Ettől kezdve szabadfoglalkozású író. 1962-től tagja a Magyar Írók Szövetségének.
1981-1991 között a Kortárs című folyóirat rovatvezetője, 1991-1998 között főmunkatársa volt. 1998-tól az Élet és Irodalom munkatársa volt. Első tanulmányútján Indiában járt 1968-ban, 1976-ban pedig az USA-ban. 1987-ben a St. Paul-i Hamline Egyetem, valamint a Minnesotai Egyetem meghívott tanára volt.

## Munkássága

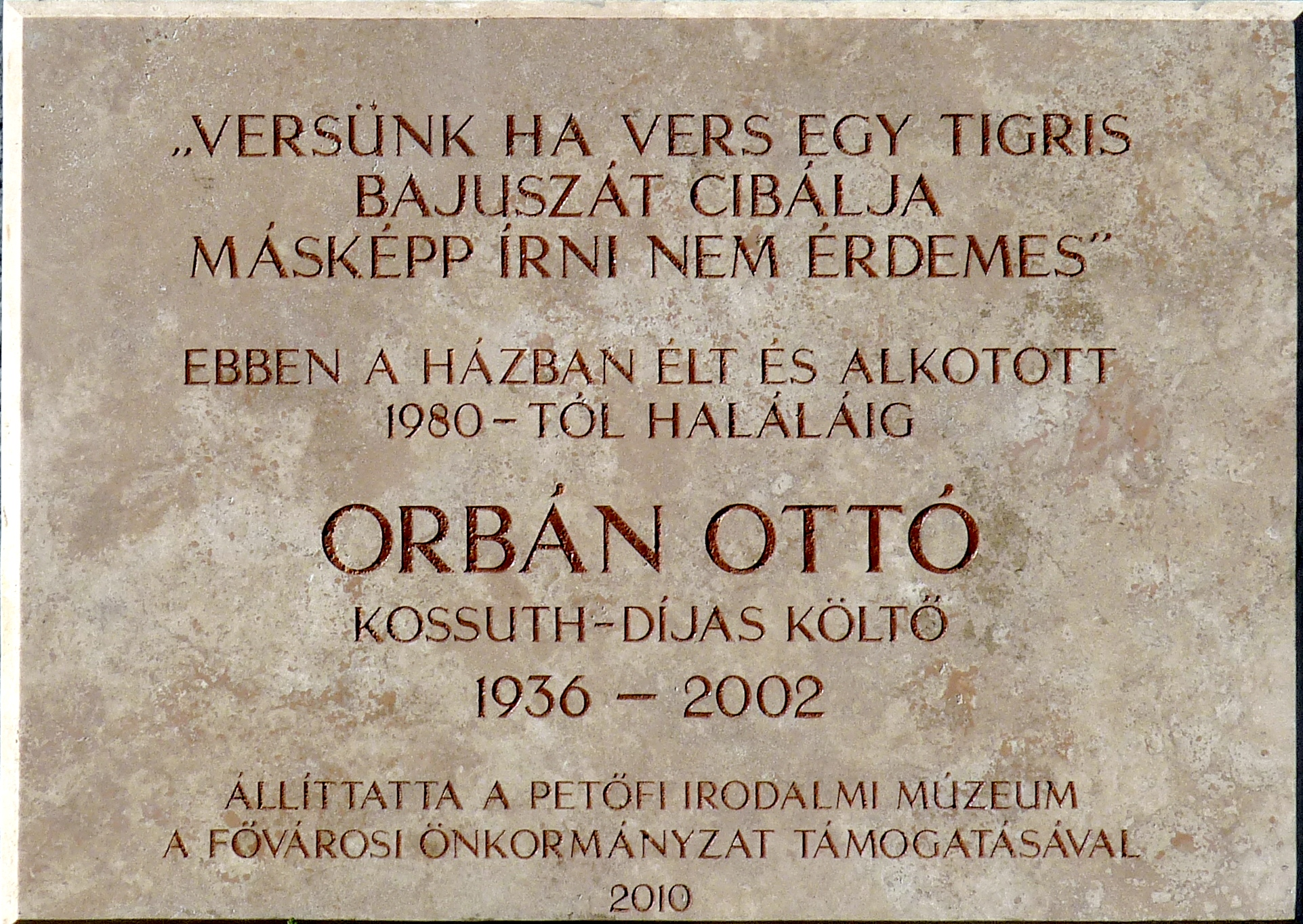
Emléktáblája Budapest III. kerületében

Már egészen fiatalon, diákkorában kezd verseket írni, hamarosan „csodagyerekként” tartották számon. Első kötete 24 éves (1960) korában jelent meg.
Az 1960-as évekbeli verseire jellemző az erős, közvetlen érzelmi telítettség, mely elsősorban a háborús élményekből táplálkozik, poétikailag pedig a metaforahalmozásban, a strukturális metafora alkalmazásában nyilvánul meg.
Az 1970-es évek második felétől költészetében egyre nagyobb teret kapott a versbeszédben az irónia. Lírája a magyar és a világirodalom legkülönfélébb alkotóinak hatását hasonította magához, József Attilától Allen Ginsbergig. Verseiben egyaránt megtalálhatók a hagyományos, a modern és a posztmodern beszédmódok szemléleti-poétikai elemei. Műfordítói tevékenysége kivételesen széles körű volt, fő területei az angol–amerikai és a spanyol nyelvű költészet.
2002. május 26-án, 66 éves korában hunyt el.

## Művei
- Fekete ünnep; Magvető, Bp., 1960
- Örökös otthon: Magvető, Bp., 1962
- A teremtés napja; Magvető, Bp., 1963
- Búcsú Betlehemtől; Magvető, Bp., 1967
- A föltámadás elmarad; Magvető, Bp., 1971
- Ablak a földre; Magvető, Bp., 1973
- Emberáldozat; Magvető, Bp., 1973
- Kati-patika; ill. Bálint Endre; Móra, Bp., 1973
- Szegénynek lenni; Magvető, Bp., 1974 (válogatott versek)
- Távlat a történethez; Magvető, Bp., 1976
- Eszterlánc; Móra, Bp., 1977
- A világ teremtése és egyéb badarságok; Magvető, Bp., 1977 (szatirikus versek, paródiák)
- A visszacsavart láng; Magvető, Bp., 1979
- Honnan jön a költő?; Magvető, Bp., 1980
- Az alvó vulkán. Versek; Magvető, Bp., 1981
- Helyzetünk az óceánon. Versregény; Magvető, Bp., 1983
- Szép nyári nap, a párkák szótlanul figyelnek; Magvető, Bp., 1984
- A mesterségről; Kozmosz Könyvek, Bp., 1984
- Mese a csodálatos nyárról; rajz Hajnal Gabriella; Móra, Bp., 1984 (Óvodások könyvespolca)
- Összegyűjtött versek; Magvető, Bp., 1986
- A fényes cáfolat; Magvető, Bp., 1987
- Ablak a földre; 2. bőv. kiad.; Magvető, Bp., 1989
- A kozmikus gavallér; Orpheusz Könyvek, Bp., 1990
- A XX. század költői (1990)
- Szép versek (versek, 1991) Orpheusz
- Egyik oldaláról a másikra fordul; él; Magvető, Bp., 1992
- A keljföljancsi jegyese. Versek; Századvég, Bp., 1992
- Útkereszteződés Minneapolisban. Ötvenegy vers Amerikából; Holnap, Bp., 1993
- A költészet hatalma. Versek a mesterségről és a mindenségről; Kortárs, Bp., 1994
- Cédula a romokon. Esszék és egyéb arcátlanságok; Magvető, Bp., 1994
- Kocsmában méláz a vén kalóz. Új versek 1993–94; Helikon, Bp., 1995
- Hallod-e te sötét árnyék. Új versek, 1995–96; fotó Szilágyi Lenke; Magvető, Bp., 1996
- Válogatott versek; utószó Lator László; Unikornis, Bp., 1998 (A magyar költészet kincsestára)
- Lakik a házunkban egy költő. Új versek, 1999; Magvető, Bp., 1999
- A bor és a víz vetélkedés. Vásári moralitás egy régi magyar vígjátéktöredék alapján; Tótfalusi Kis Nyomdaipari Műszaki Szakközépiskola és Szakmunkásképző Iskola, Bp., 2000 ("Génius" könyvek)
- Eszterlánc / Kati-patika; Magvető, Bp., 2000
- Fejraport (versek magyarul és angolul, 2001)
- Boreász sörénye. Rajzok és falfirkák; Magvető, Bp., 2001
- Az éjnek rémjáró szaka; Magvető, Bp., 2002
- Ostromgyűrűben. Versek; Magvető, Bp., 2002
- Ostromgyűrűben. In memoriam Orbán Ottó; vál., szerk., összeáll. Lator László; Nap, Bp., 2003 (In memoriam)
- Orbán Ottó összegyűjtött versei 1-2.; szerk., szöveggond., utószó Dérczy Péter; Magvető, Bp., 2003
- The witching time of night; angolra ford. Peter Zollman; Atlantis-Centaur, Chicago, 2003
- Színpompás ostrom. Kabdebó Lóránt életműinterjúja Orbán Ottóval; jegyz. Nyerges Gábor Ádám; Magvető, Bp., 2016 (Tények és tanúk, 121.), ISBN 9789631433852
- Orbán Ottó összegyűjtött prózai munkái, 1-2.; Magvető, Bp., 2019
  - 1. Barbarus utazásai. Útirajzok
  - 2. Rejtett működés. Esszék, cikkek, kisprózák

## Műfordításai
- Barbara Garson: Macbird (verses dráma, 1968)
- Aranygyapjú. Válogatott versfordítások; Európa, Bp., 1972
- Robert Lowell: Közel az óceán (válogatott versek, 1972)
- Allen Ginsberg: Nagyáruház Kaliforniában (Eörsi Istvánnal, válogatott versek, 1973)
- Robert Lowell: Régi dicsőségünk (3 verses dráma, 1973)
- José Hernández: Martín Fierro (argentin népi eposz, 1977)
- Kurt Vonnegut: Macskabölcső (regény, 1978)
- V. Aleixandre: Testedből számkivetve (Tornai Józseffel, válogatott versek, 1979)
- Kurt Vonnegut: Börleszk, avagy nincs többé magány (regény, 1981)
- Kurt Vonnegut: Börtöntöltelék (regény, 1983)
- Robert Lowell: Történelem (válogatott versek, 1983)
- Allen Ginsberg: A leples bitang (Eörsi Istvánnal, Györe Balázzsal, válogatott versek, 1984)
- Allen Ginsberg: Halál van Gogh fülére (Eörsi Istvánnal, versek, 1996)
- Hatvan év alatt a Föld körül. Összegyűjtött versfordítások, 1-3.; Magvető, Bp., 1998

## Színházi munkái

### Szerzőként
- Sok téma keres egy szerzőt (1961)
- Így írunk mi! (1962)
- Vándor-móka (1978)
- Köz-társasági huntzutságok (1979)

### Íróként
- Tekergő (2009)

### Műfordítóként
- Kalózok szeretője (1965)
- Barbara Garson: Macbird (1968)
- Spanyol Izabella (1976)
- Chaucer: Canterbury mesék (2006)

## Díjai, elismerései
- József Attila-díj (1973, 1985)
- Robert Graves-díj (1974)
- Európa Könyvkiadó Nívódíja (1983, 1984)
- Az Év Könyve Jutalom (1986, 1994)
- Déry Tibor-díj (1986)
- Radnóti-díj (1987)
- Weöres Sándor-díj (1990)
- Babits Mihály-díj (1990)
- a Kortárs különdíja (1992)
- Alföld-díj (1992)
- Kossuth-díj (1992)
- IRAT-nívódíj (1993)
- A Soros Alapítvány Alkotói Díja (1997)
- A MAOE életműdíja (1997)
- Pro Literatura díj – életműdíj (1997)